# 쿵스홀멘

쿵스홀멘

쿵스홀멘(스웨덴어: Kungsholmen)은 스웨덴 스톡홀름의 지구 중 하나이다. 쿵스홀멘은 스웨덴어로 "왕의 섬"을 뜻한다. 스톡홀름 시청사가 입주한 섬인 쿵스홀멘섬이 이 곳에 위치한다.